# Sportåret 1931

## Händelser

### Bandy
- 1 mars 1931 - AIK blir svenska mästare genom att besegra IF Göta Bandy från Karlstad med 4–3 på Stockholms stadion.[1]

### Baseboll
- 10 oktober - National League-mästarna St. Louis Cardinals vinner World Series med 4-3 i matcher över American League-mästarna Philadelphia Athletics.[2]

### Cykelsport
- Learco Guerra, Italien, vinner landsvägsloppet vid Världsmästerskapen.
- Antonin Magne, Frankrike, vinner Tour de France
- Francesco Camussa, Italien, vinner Giro d'Italia.

### Fotboll
- Okänt datum – 25 april - West Bromwich Albion FC vinner FA-cupfinalen mot Birmingham FC med 2-1 på Wembley Stadium.[3]
- Okänt datum – Athletic Bilbao vinner Copa del Rey.
- Okänt datum – Celtic FC vinner skotska cupen.

#### Ligasegrare / resp lands mästare
- 7 juni - GAIS vinner svenska mästerskapet.
- Okänt datum – BK Frem vinner danska mästerskapen
- Okänt datum – Arsenal FC vinner engelska ligan
- Okänt datum – Rangers FC vinner skotska ligan.
- Okänt datum – AFC Ajax blir nederländska mästare.
- Okänt datum – Royal Antwerp FC blir belgiska mästare.
- Okänt datum – Hertha BSC Berlin blir tyska mästare.
- Okänt datum – Juventus FC blir italienska mästare.
- Okänt datum – Athletic Bilbao blir spanska mästare.

### Friidrott
- 29 maj - friidrottstävlingen Olimpiadi della Grazia, Florens, Italien, 11 nationer, till 31 maj
- 31 december - José Agnello vinner Sylvesterloppet i São Paulo.[4]
- James P. Henigan, USA vinner Boston Marathon.[5]
- Friidrottslandskampen mellan Finland och Sverige avbryts efter att föregående års tävlingar präglats av dålig stämning.[6]

### Golf

#### Herrar
- Ryder Cup: USA besegrar Storbritannien med 9 – 3.

##### Majorstävlingar
- US Open - Billy Burke, USA
- British Open – Tommy Armour, USA
- PGA Championship - Tom Creavy, USA

### Ishockey
- 8 februari - Kanada vinner världsmästerskapet i Krynica före Tyskland och Österrike.[7]
- 22 februari - Lettland inträder i IIHF.[8]
- 6 mars - Södertälje SK blir svenska mästare efter finalvinst mot Hammarby IF med 2-0 på Stockholms stadion.[9]
- 14 april - Montreal Canadiens vinner Stanley Cup efter att i finalspelet besegrat Chicago Blackhawks med 3–2 i matcher.[10]

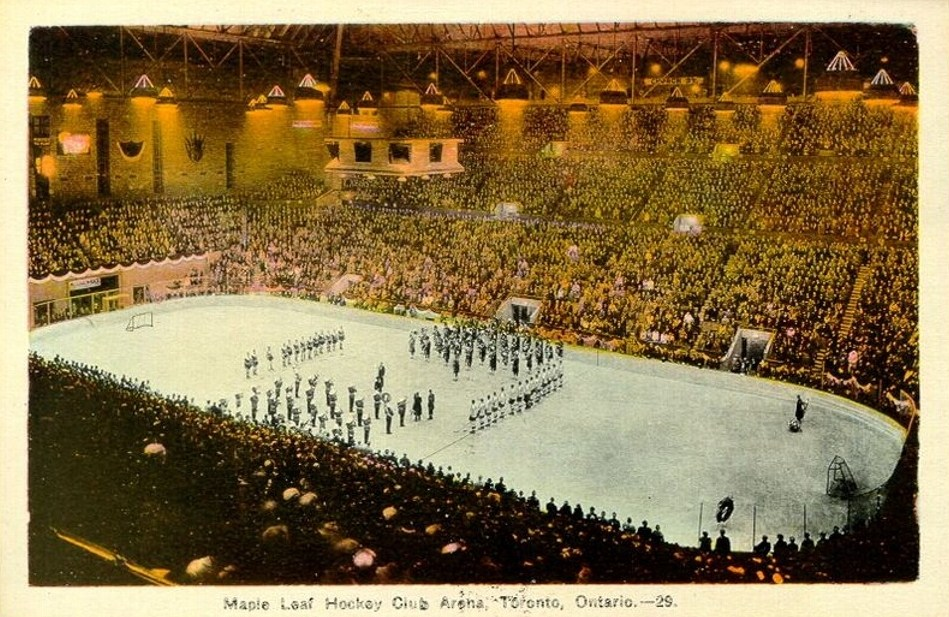
Maple Leaf Gardens

- 12 november - Maple Leaf Gardens invigs i Toronto.[11]
- 5 december - Kung Gustaf V av Sverige inviger Lindarängens ispalats, Sveriges första inomhusrink för ishockey, på Lindarängen i Stockholm.[12]
- Okänt datum – Ishockey introduceras i Boden, Eskilstuna och Luleå under säsongen 1931/1932.[13]

### Konståkning

#### VM
- Herrar: Karl Schäfer, Österrike
- Damer: Sonia Henie, Norge
- Paråkning: Emelie Rotter & László Szollás, Ungern

#### EM
- Herrar: Karl Schäfer, Österrike
- Damer: Sonia Henie, Norge
- Paråkning: Olga Orgonista & Szándor Szalay, Ungern

### Motorsport
- 30 maj —  Indianapolis 500 på Indianapolis Motor Speedway vinns av Louis Schneider, USA i en Bowes Seal Fast Special Stevens-Miller på tiden 5:10:27.93.[14]
- Italienaren Ferdinando Minoia vinner det första europamästerskapet för Grand Prix-förare.
- Britterna Francis Curzon och Tim Birkin vinner Le Mans 24-timmars med en Alfa Romeo 8C.

### Simning
- 30 augusti —  Sally Bauers andra simning över Öresund, mellan Dragör[15] och Limhamn (18 km), tid 6 timmar och 22 minuter. Första simning mellan Helsingborg och Helsingör.

### Skidor, nordiska grenar
- 1 mars - Anders Ström,  IFK Mora vinner Vasaloppet.[16]

#### SM
- 20 km ingen tävling
- 30 km vinns av Ivan Lindgren, Lycksele IF. Lagtävlingen vinns av Luleå SK.
- 50 km vinns av Olle Hansson, Luleå SK.  Lagtävlingen vinns av Lycksele IF
- 10 km damer vinns av Elsa Jonsson, Delsbo IF. Lagtävlingen vinns av Domnarvets GIF.
- Backhoppning vinns av Sven Eriksson,  Selångers SK. Lagtävlingen vinns av IF Friska Viljor.
- Nordisk kombination vinns av Karl Pettersson, IF Friska Viljor. Lagtävlingen vinns av IF Friska Viljor.

### Tennis

#### Herrar
- 26 juli - Frankrike vinner International Lawn Tennis Challenge genom att finalbesegra Storbritannien med 3-2 i Paris.[17]

##### Tennisens Grand Slam
- Australiska öppna - Jack Crawford, Australien
- Wimbledon - Sidney Wood, USA
- US Open - Ellsworth Vines, USA

#### Damer

##### Tennisens Grand Slam
- Australiska öppna - Coral Buttsworth, Australien
- Wimbledon – Cilly Aussem, Tyskland.
- US Open – Helen Wills Moody, USA

### Travsport
- Travderbyt körs på Jägersro travbana i Malmö. Segrare blir den svenske hingsten Peter Spjuver e. Peter Pogue (US) – Bowbelle McKinney (US) e. McKinney(US). Kilometertid:1.36,7 Körsven: Anton Fyhr
- Travkriteriet körs på Jägersro travbana i Malmö. Segrare blir det svenska stoet Blå Bird e. Belgic (US) – Blue Bird (US) e. Shawbay(US).

## Rekord

### Friidrott
- 29 juni – Lucinda Moles, Spanien, sätter världsrekord i slägga damer med 17,03 m
- 11 juli – Nellie Halstead, Storbritannien, förbättrar världsrekordet på 400 m damer  till 58,8 sek
- 12 juli – Grete Heublein, Tyskland förbättrar världsrekordet i kula damer till 13,11 m
- 16 juli – William Graber, USA, förbättrar världsrekordet i stavhopp till 4,37 m
- 19 juli – Grete Heublein, Tyskland förbättrar världsrekordet i kula damer till 13,16 m
- 16 augusti – Grete Heublein, Tyskland förbättrar världsrekordet i kula damer till 13,70 m
- 18 september – Aurora Villa, Spanien, förbättrar världsrekordet i slägga damer till 18,58 m
- 27 oktober
  - – Chuhei Nambu, Japan, förbättrar världsrekordet i längdhopp till 7,98 m
  - - Mikio Oda, Japan, förbättrar världsrekordet i tresteg till 15,58 m

## Evenemang
- VM i cykel anordnas i Köpenhamn, Danmark.
- VM i ishockey arrangeras i Krynica, Polen.
- VM i konståkning anordnas i Berlin, Tyskland.
- EM i konståkning anordnas i St Moritz, Schweiz.
- EM i simning anordnas i Paris, Frankrike

## Födda
- 1 februari – Madeleine Berthod, schweizisk alpin skidåkare.
- 9 februari - Josef Masopust, tjeckoslovakisk fotbollsspelare.
- 28 februari - Peter Alliss, engelsk golfspelare, TV-kommentator, författare och golfbanearkitekt.
- 23 mars – Jevgenij Grisjin, rysk skridskolöpare.
- 6 maj - Willie Mays, amerikansk basebollspelare.
- 3 juni – Lindy Remigino, amerikansk friidrottare, dubbelt OS-guld.
- 4 juni – Billy Casper, amerikansk golfspelare.
- 9 augusti - Mario Zagallo, brasiliansk fotbollsspelare och fotbollstränare.
- 27 augusti Sven Tumba, svensk ishockeyspelare, fotbollsspelare och golfspelare.
- 13 oktober - Raymond Kopa, fransk fotbollsspelare.
- 20 oktober - Mickey Mantle, amerikansk basebollspelare.
- 2 december - Masaaki Hatsumi, japansk kampsportsmästare.

## Avlidna
- 22 juli - Herbert Baddeley, brittisk tennisspelare.

### Fotnoter
1. ↑  Erik Jonsson. ”1930–1939”. Svenska Bandyförbundet. Arkiverad från originalet den 15 februari 2015. https://web.archive.org/web/20150215054718/http://www.svenskbandy.se/BANDYFINALEN/HISTORIK/Svenskamastare/Herrar/1930-1939/. Läst 1 september 2011.
2. ↑  ”1931 World Series” (på engelska). Baseball-Reference.com. http://www.baseball-reference.com/postseason/1931_WS.shtml. Läst 16 juli 2015.
3. ↑  ”England FA Challenge Cup 1930-1931” (på engelska). RSSSF. http://www.rsssf.com/tablese/engcup1931.html. Läst 19 augusti 2012.
4. ↑  ”1930” (på portugisiska). Sylvesterloppet. Arkiverad från originalet den 1 mars 2014. https://web.archive.org/web/20140301041020/http://www.saosilvestre.com.br/1930. Läst 19 augusti 2012.
5. ↑  ”Boston Marathon”. Arkiverad från originalet den 27 april 2015. https://web.archive.org/web/20150427035419/http://www.baa.org/races/boston-marathon/boston-marathon-history/past-champions/past-mens-open-champions.aspx. Läst 9 april 2011.
6. ↑  ”Uppslagsverket Finland”. Arkiverad från originalet den 1 november 2014. https://web.archive.org/web/20141101020742/http://www.uppslagsverket.fi/bin/view/Uppslagsverket/FriidrottslandskampenSverigeFinland. Läst 14 september 2011.
7. ↑  ”Championnats du monde 1931” (på franska). Hockey Archives. 7 mars 1931. https://www.hockeyarchives.info/mondial1931.htm. Läst 15 augusti 2011.
8. ↑  ”Latvia” (på engelska). International Ice Hockey Federation. 22 februari 1931. https://www.iihf.com/en/associations/1342/latvia. Läst 21 augusti 2011.
9. ↑  ”Championnat de Suède 1930/31”. Hockey Archives. 6 mars 1931. https://www.hockeyarchives.info/Suede1931.htm. Läst 15 augusti 2011.
10. ↑  ”NHL 1930/31” (på franska). Hockey Archives. https://www.hockeyarchives.info/NHL1931.htm. Läst 23 mars 2020.
11. ↑  ”Maple Leaf Gardens” (på engelska). Ballparks. 12 november 1932. http://hockey.ballparks.com/NHL/TorontoMapleLeafs/index.htm. Läst 16 augusti 2011.
12. ↑  ”Svensk ishockey år för år”. Svenska Ishockeyförbundet. https://www.swehockey.se/globalassets/svenska-ishockeyforbundet/historik/ar_for_ar.pdf. Läst 15 mars 2020.
13. ↑  ”Year by Year News Headlines in Sweden” (på engelska). AZ Hockey. Arkiverad från originalet den 6 september 2015. https://web.archive.org/web/20150906043330/http://www.azhockey.com/year/yearSWEDEN.html. Läst 2 september 2011.
14. ↑  Race results Arkiverad 6 december 2010 hämtat från the Wayback Machine. (via Indianapolis Star)
15. ↑   Bauer, Sally, Nordisk familjeboks sportlexikon (runeberg.org) (läst 26 mai 2024)
16. ↑  ”Historiska segrare”. Vasaloppet. Arkiverad från originalet den 22 mars 2020. https://web.archive.org/web/20200322121012/https://www.vasaloppet.se/wp-content/uploads/sites/1/2019/09/historiska_segrare_vasaloppet_sve_2019-09-18.pdf. Läst 5 september 2011.
17. ↑  ”Davis Cup”. http://www.daviscup.com/en/results/tie/details.aspx?tieId=10003460. Läst 20 augusti 2011.